# Chrościce (powiat miński)
Chrościce – wieś sołecka w Polsce położona w województwie mazowieckim, w powiecie mińskim, w gminie Kałuszyn. 
Do 1954 roku istniała gmina Chrościce. W latach 1975–1998 miejscowość należała administracyjnie do województwa siedleckiego.
We wsi jest szkoła podstawowa.
Według danych z 2011 roku miejscowość zamieszkiwały 104 osoby.
Wierni Kościoła rzymskokatolickiego należą do parafii Wniebowzięcia Najświętszej Maryi Panny w Kałuszynie.